# Istoria electricității

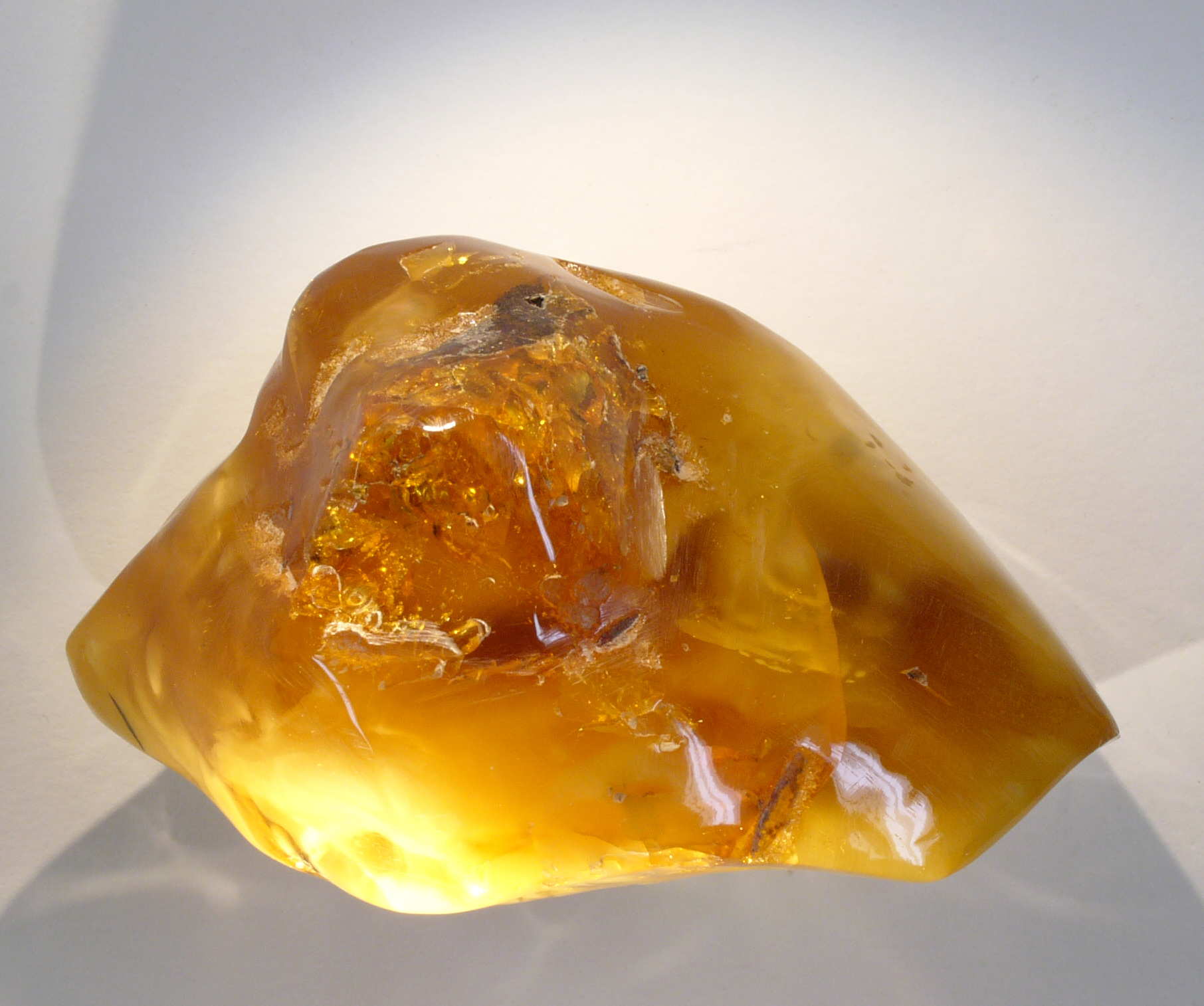
Un fragment de chihlimbar asemănător celui cu care Thales din Milet a studiat electrizarea prin frecare. Numele grecesc al acestei substanțe va fi menționat ulterior de William Gilbert în lucrarea sa De magnete... pentru a denumi acest tip de fenomene.

Istoria electricității are ca obiect evoluția studiului și aplicațiilor în practică ale fenomenelor electrice.
Încă din antichitate a fost remarcat fenomenul de electrizare a corpurilor. Au trecut secole până la elaborarea unei teorii electromagnetice riguroase, prin contribuțiile unor mari fizicieni ca: Ampère, Faraday, Maxwell. Einstein realizează unificarea dintre teoriile mecanicii clasice și ale electromagnetismului.
Printre primele aplicații practice ale electricității putem menționa: iluminatul electric, acționarea prin electromotoare, cele legate de efectul termic (încălzire, sudare etc.) sau din domeniul electrochimiei (baterii și acumulatori, galvanizarea). În epoca contemporană, electronica a generat noi aplicații în domenii ca mass-media și tehnologia informației : radioul, televiziunea, telefonia, internetul.

## Antichitate
Prin anul 900 î.Hr., Magnus, un păstor grec, observă că încălțămintea sa, ce conținea cuie din fier, este atrasă de niște stânci. Acea regiune se va numi Magnesia, de unde va proveni cuvântul magnet.
Din scrierile lui Thales din Milet rezultă că europenii cunoșteau încă cu 600 de ani î.Hr. că prin frecare chihlimbarul (în greacă, elektron) se electrizează.

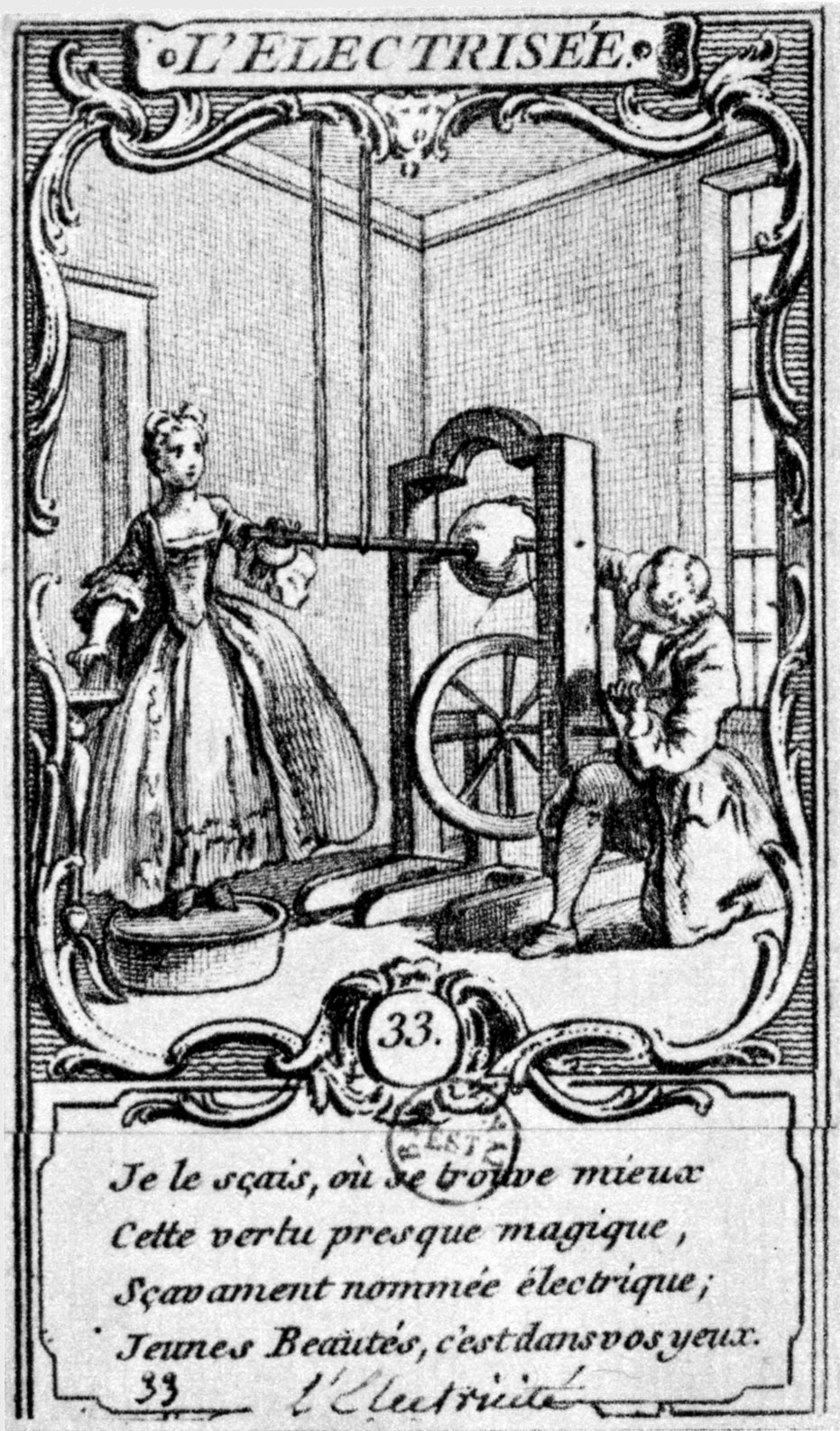
Mașina electrostatică realizată de Otto von Guericke. Experiențele efectuate constituiau pentru acea epocă adevărate acte de magie

## Evul Mediu
În 1088, chinezul Shen Kuo descrie acul magnetic utilizat la busolă pentru orientare în cadrul navigației maritime.
Prin secolul al XIII-lea, Pierre de Maricourt (Petrus Peregrinus) efectuează experiențe cu magneți și descrie proprietățile acestora, realizând în premieră o hartă a liniilor câmpului magnetic.

## Secolul al XVI-lea
Girolamo Cardano, în lucrarea De subtilitate, apărută în 1550, face distincția dintre forțele magnetice și cele electrice.
În lucrarea De magnete, magneticisque corporibus, et de magno magnete tellure apărută în 1600, savantul englez William Gilbert descrie acest fenomen și altele similare și utilizează termenul electro de la cuvântul grecesc ce denumește acea piatră prețioasă.
Așadar Gilbert poate fi considerat părintele conceptului actual care definește electricitatea. O altă descoperire a acestui savant este faptul că Pământul este un magnet uriaș și astfel explică funcționarea busolei.

## Secolul al XVII-lea
Cercetările lui Gilbert au fost continuate de fizicianul german Otto von Guericke (1602 - 1686) care observă că între corpurile încărcate electrostatic pot apărea și forțe de respingere.
În 1660, acesta inventează o mașină ce se compunea dintr-o sferă de sulf ce se rotea și care prin frecare de un material textil producea electricitate statică. Englezul Francis Hauksbee i-a adus unele îmbunătățiri transformând-o într-un adevărat generator electric.
În 1644, René Descartes (1596 - 1650) realizează un desen al liniilor de câmp din jurul unui magnet, susținând că magnetismul se datorează circulației unor particule între cei doi poli.
Cuvântul electricitate este utilizat pentru prima dată, în 1646, de autorul englez Thomas Browne într-una din lucrările sale.
Robert Boyle observă în 1675 că forțele de atracție sau respingere dintre sarcinile electrice se propagă și în vid.

## Secolul al XVIII-lea

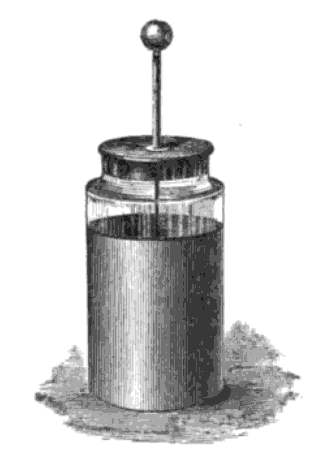
Butelie de Leyda

În 1729, Stephen Gray (1666 - 1736) observă că electricitatea poate fi transportată dintr-un loc într-altul prin fire metalice și astfel realizează distincția dintre conductori și izolatori. În plus, demonstrează că electricitatea acumulată în corpuri se distribuie pe suprafața acestora.
Fizicianul francez Du Fay (1698 - 1739) face diferența în electricitate pozitivă și negativă, pe care de fapt el o denumește electricitate sticloasă (obținută prin frecarea sticlei) și electricitate rășinoasă (în acest caz materialul fiind chihlimbarul sau cauciucul).
În 1745, fizicianul olandez Pieter van Musschenbroek (1692 - 1761) efectuează niște experimente pentru a vedea dacă o sticlă umplută cu apă poate reține sarcina electrică. Astfel realizează butelia de Leyda, primul condensator electric, care ulterior va sta la baza construcției condensatoarelor. Aceasta a fost inventată, în același an, dar în mod independent, și de Ewald Georg von Kleist.
William Watson (1715 - 1787) a perfecționat butelia de Leyda utilizând pentru cele două armături foițe metalice subțiri, mărind astfel capacitatea acesteia de a acumula electricitate. A confirmat concepția lui Du Fay privind existența a două tipuri de sarcină electrică adăugând că cea pozitivă înseamnă de fapt un surplus de sarcină, iar cea negativă un deficit și că descărcarea nu este altceva decât un eter electric. Watson a fost primul care a studiat descărcarea curentului în gaze rarefiate.
În 1752, Benjamin Franklin (1706 - 1790) realizează celebrul său experiment (care a condus la inventarea paratrăsnetului) prin care a demonstrat că trăsnetul nu reprezintă altceva decât o descărcare electrică atmosferică.
Jesse Ramsden aduce o perfecționare mașinii electrostatice, care este acum prevăzută cu un disc de sticlă rotit prin intermediul unei manivele și care prin frecare de patru porțiuni de piele produce electrizarea unui tub metalic.

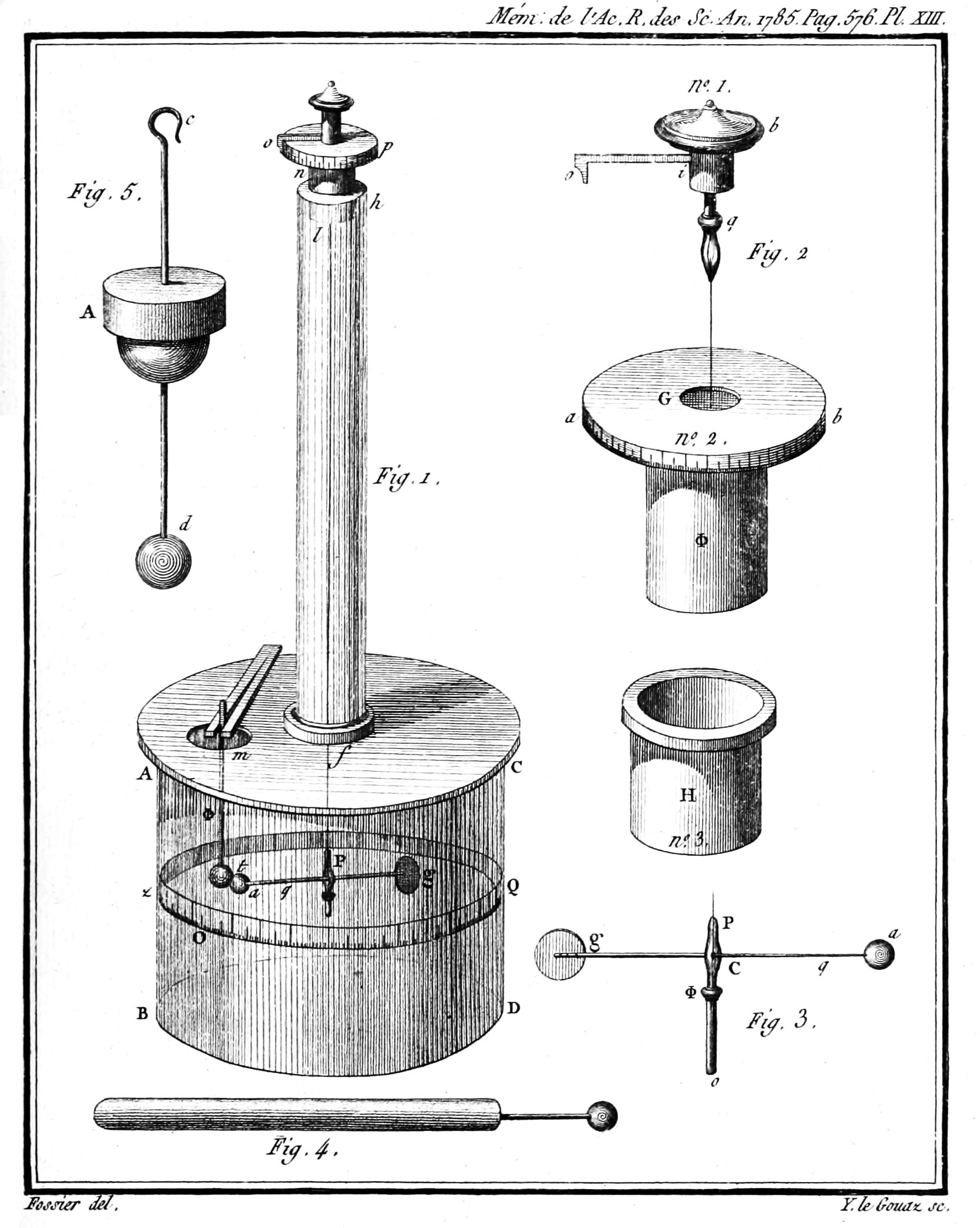
Balanța de torsiune, aparat de măsură creat în 1777 de Coulomb pentru a determina experimental valoarea forței electrostatice

Charles Coulomb (1736 - 1806) este cel care formulează legile cantitative ale electrostaticii. În 1785, stabilește expresia forței electrostatice dintre două corpuri încărcate, în funcție de mărimea sarcinilor electrice și de distanța dintre corpuri, denumită ulterior legea lui Coulomb.
Fizicianul italian Luigi Galvani (1737 - 1798) este primul care studiază efectul fiziologic al curentului electric. Compatriotul său Alessandro Volta (1745 - 1827) realizează prima pilă electrică.
În 1800, William Nicholson (1753 – 1815) și Anthony Carlisle (1768 - 1842) descoperă electroliza, descompunând apa în hidrogen și oxigen.

## Secolul al XIX-lea

### Legi și principii
Chimistul englez Sir Humphry Davy studiază efectele chimice ale curentului electric, fiind astfel fondatorul electrochimiei.
Prin procedee electrolitice, reușește să separe elemente ca: magneziu, bariu, stronțiu, calciu, sodiu, potasiu, bor.
În 1813, fizicianul și chimistul danez Hans Christian Ørsted (1777 - 1851) prezice existența fenomenelor electromagnetice descoperind relația dintre electricitate și magnetism.
Acesta a observat că în jurul unui conductor parcurs de curent electric se creează un câmp magnetic.
Fizicianul estonian Thomas Johann Seebeck descoperă în 1821 efectul termoelectric, care va sta la baza construcției termocuplului de mai târziu.
Unul dintre principalii fondatori ai electromagnetismului a fost André-Marie Ampère (1775 - 1836).
Acesta studiază interacțiunea reciprocă a curenților electrici și magneților, forța electrodinamică, iar în 1820 a stabilit formula acestei forțe. Relația dintre electricitate și magnetism este pusă în evidență, în aceeași perioadă, și de Ørsted și François Arago. Pentru experimentele efectuate, Ampère a realizat solenoidul, forma simplificată a bobinei de mai târziu. Unitatea de măsură pentru intensitatea curentului electric îi poartă numele.

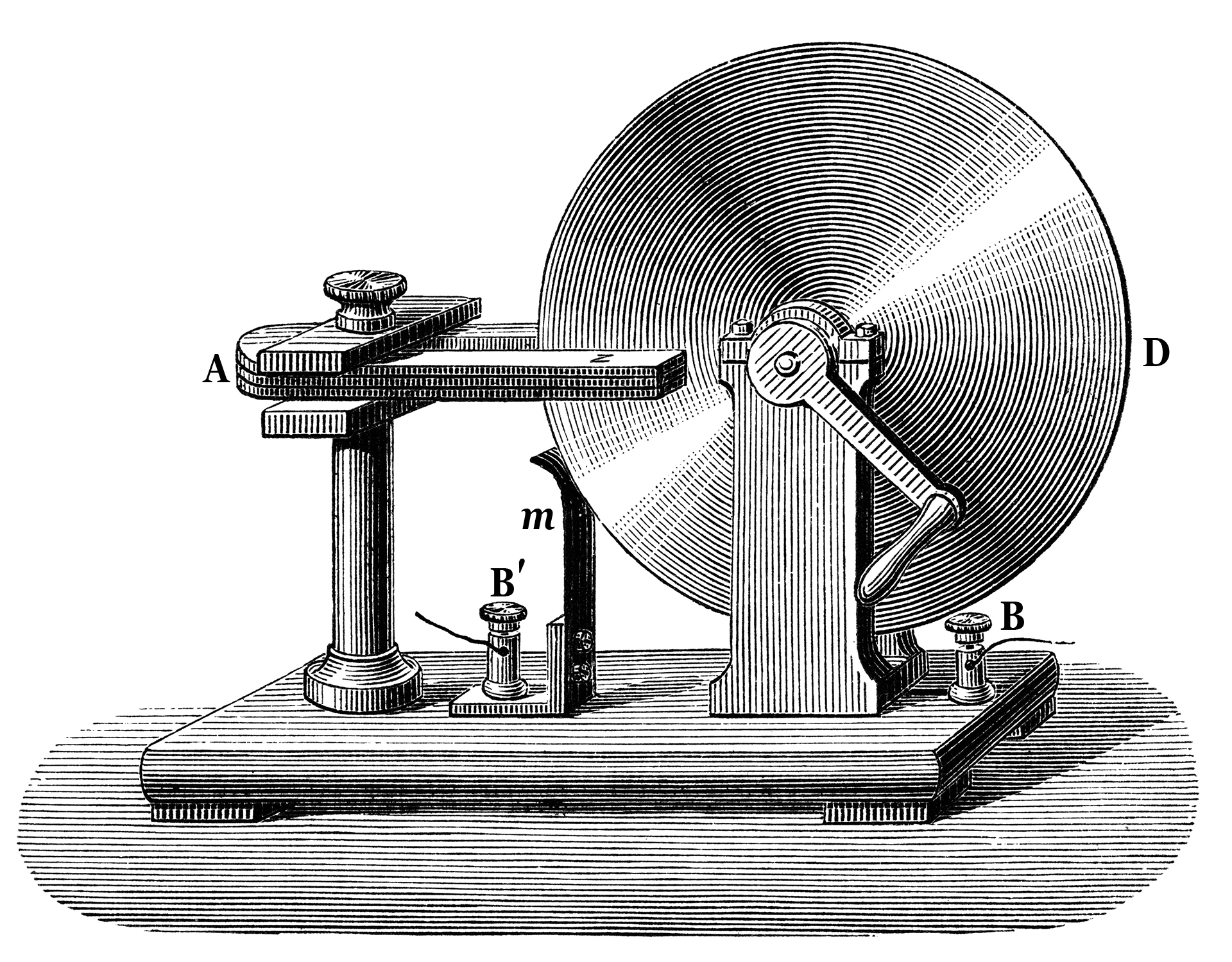
Discul lui Faraday, desen al primului generator electric, conceput de Faraday în 1831

Germanul Georg Simon Ohm (1789 - 1854) studiază pila electrică realizată de Volta și, în 1826, descoperă proporționalitatea dintre diferența de potențial, intensitatea curentului electric și rezistența electrică, denumită ulterior legea lui Ohm.
În cinstea sa, unitatea de măsură a rezistenței îi poartă numele.
Americanul Joseph Henry (1797 - 1878) studiază fenomenele electromagnetice și de inducție, fiind descoperitorul fenomenului de autoinducție. Unitatea de măsură a inductanței îi poartă numele.
Michael Faraday (1791 - 1867) continuă cercetările lui Ampère referitoare la forțele electromagnetice și descoperă în 1831 fenomenul de inducție electromagnetică, enunțând Legea inducției electromagnetice, care pune bazele teoretice ale conversiei diferitelor forme de energie în energie electrică și demonstrând astfel că un câmp magnetic variabil poate genera un curent electric. Faraday a mai studiat și electroliza și a formulat legile electrolizei care îi poartă numele, astfel fiind considerat unul din fondatorii electrochimiei. Faraday a evidențiat clar modurile în care poate fi obținută electricitatea: prin frecare, prin inducție, pe cale chimică sau termoelectrică. Cercetările lui Faraday au condus la o interpretare științifică riguroasă a fenomenelor electromagnetice, ale căror legi au fost enunțate ulterior de către Maxwell.
Matematicianul, astronomul și fizicianul german Carl Friedrich Gauss (1777 - 1855) se asociază în 1831 împreună cu Wilhelm Eduard Weber și efectuează cercetări asupra magnetismului și legilor lui Kirchhoff.
Fizicianul estonian Heinrich Lenz (1804 - 1865) demonstrează opoziția dintre curentul indus și cel generator, numită ulterior regula lui Lenz.
Jean Peltier (1785 - 1845) descoperă în 1834 că, la trecerea curentului electric printr-o joncțiune formată din metale diferite sudate, are loc un efect caloric de trecere a căldurii de la un metal la altul, după o anumită lege, numit ulterior efectul Peltier.
În 1841, James Prescott Joule (1818 - 1889) formulează o lege de conservare a energiei, arătând că și în cazul circuitelor electrice, energia mecanică, termică și electrică, trec dintr-una în cealaltă, având suma constantă. În onoarea sa, unitatea de măsură a energiei îi poartă numele. Un an mai târziu, și Lenz descoperă această lege în mod independent, care va purta numele celor doi, legea Lenz-Joule.
În 1855, Léon Foucault (1819 - 1868) descoperă curenții turbionari (ce ulterior vor fi numiți și curenți Foucault) și care apar într-o masă de metal aflată într-un câmp magnetic variabil. Aceștia provoacă, conform regulii lui Lenz frânarea masei de metal aflată în mișcare sau, conform efectului Joule, încălzirea acesteia.
În 1873, Frederick Guthrie descoperă emisia termoelectronică, fenomen redescoperit de Edison în 1880 și utilizat ulterior la construcția diodei. În 1874, inventatorul german Karl Ferdinand Braun (1850 - 1918) descoperă conducția unilaterală, fenomen ce va sta la baza realizării diodei semiconductoare de mai târziu.
Fizicianul scoțian James Clerk Maxwell (1831 - 1879) elaborează, în 1861, setul de ecuații care descriu legile de bază ale electromagneticii, numite ulterior ecuațiile lui Maxwell și prin care a demonstrat propagarea în spațiu a câmpului electric și a câmpului magnetic sub formă de unde electromagnetice. Aceasta va avea aplicații, în perioada ce va urma, în utilizarea undelor radio pentru transmiterea informației.

### Surse de energie

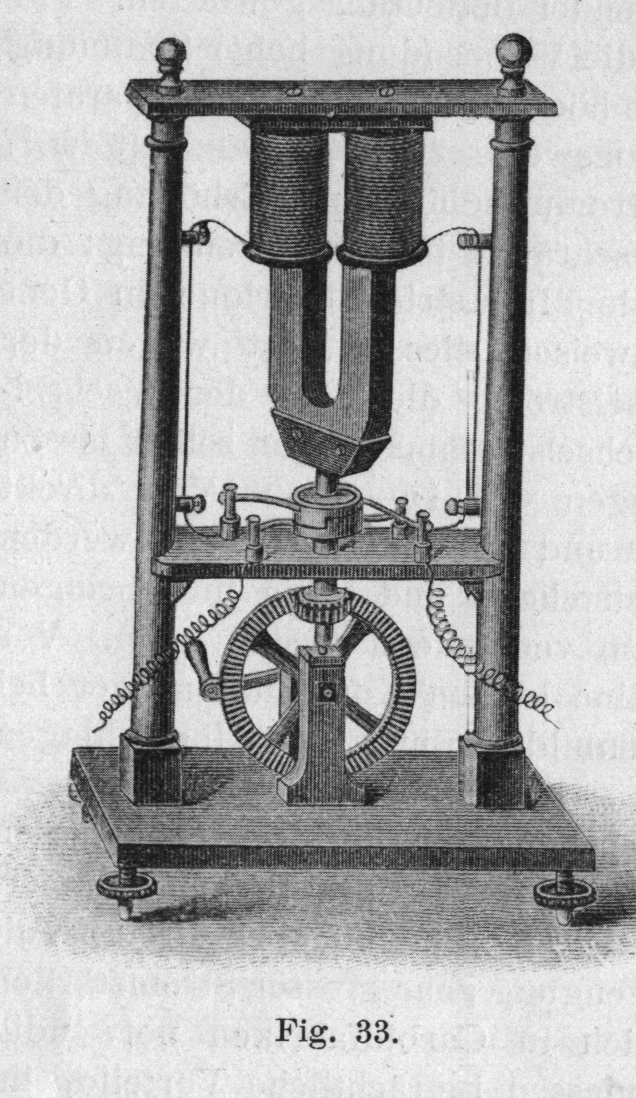
Generatorul experimental de curent alternativ construit de Pixii în 1832

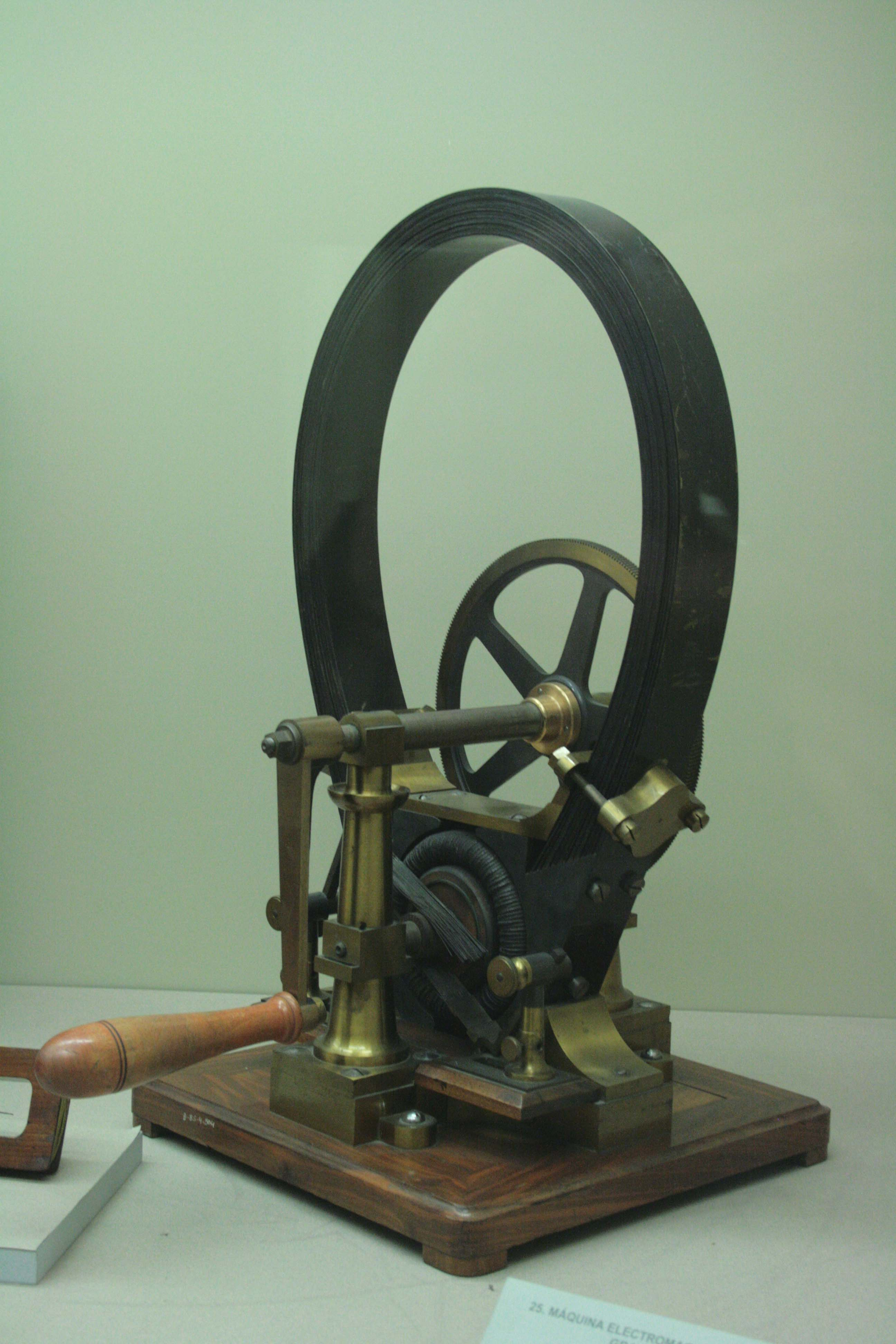
Model pentru laborator al generatorului electric proiectat de Zénobe Gramme în 1871

### Aplicații practice

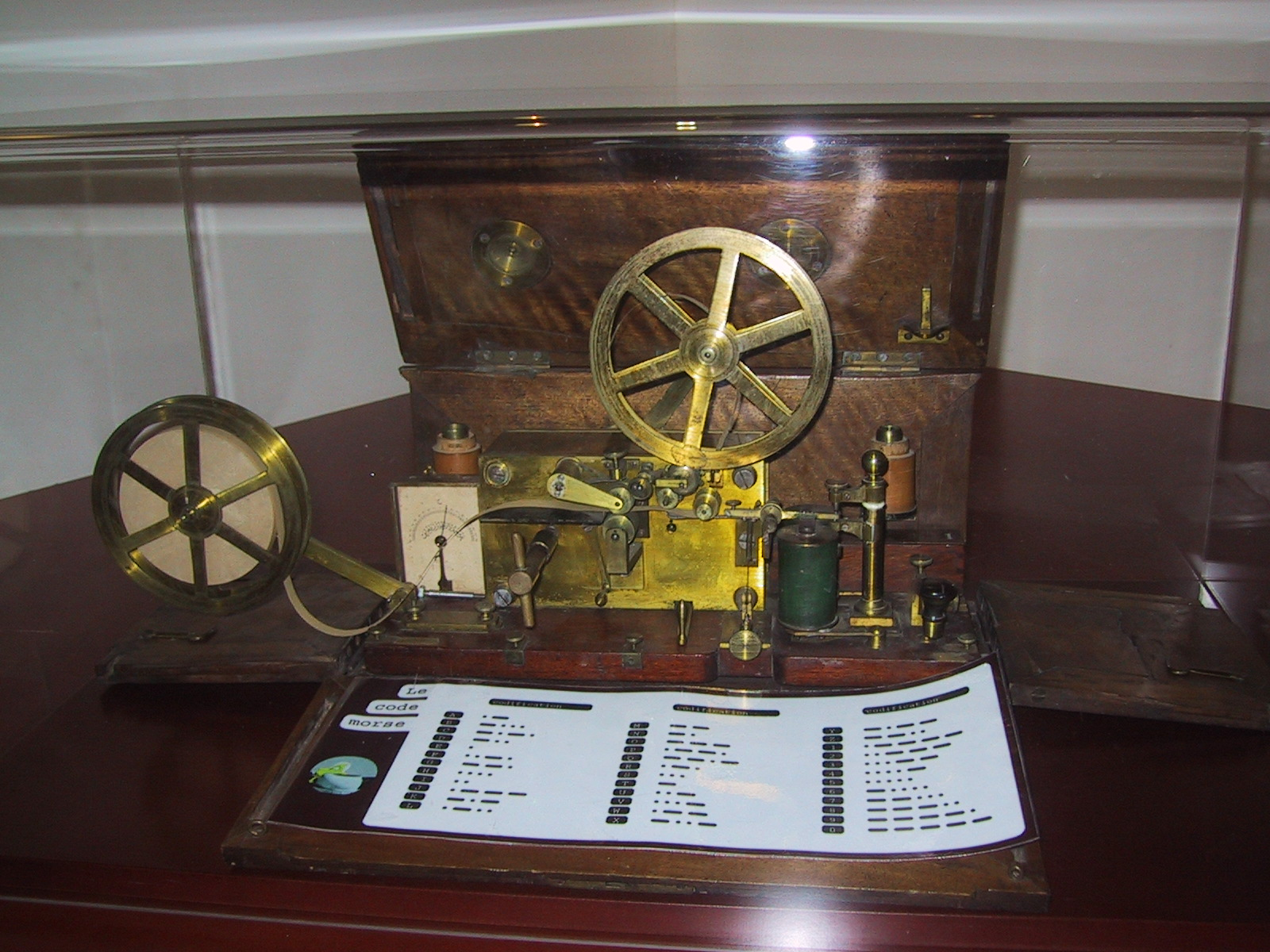
Dispozitivul telegrafic construit de Morse în 1837 și aflat acum în colecția lui France Télécom

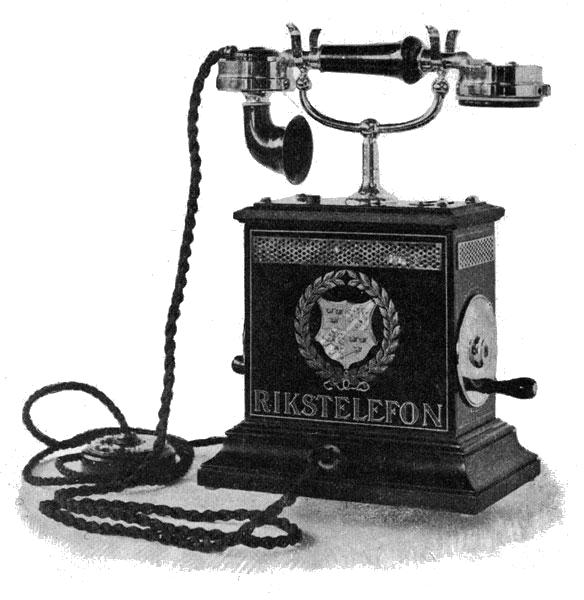
Telefon suedez din 1896

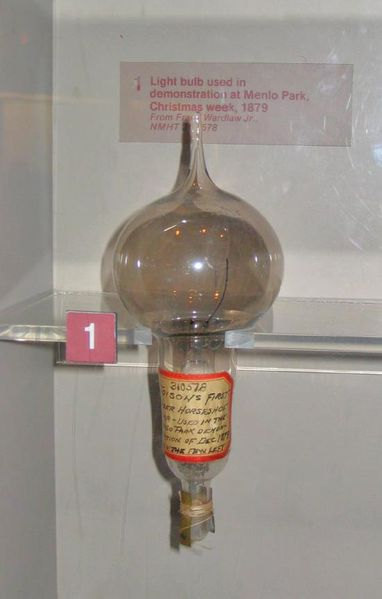
Primul bec electric, realizat de Edison în 1879

## Secolul al XX-lea

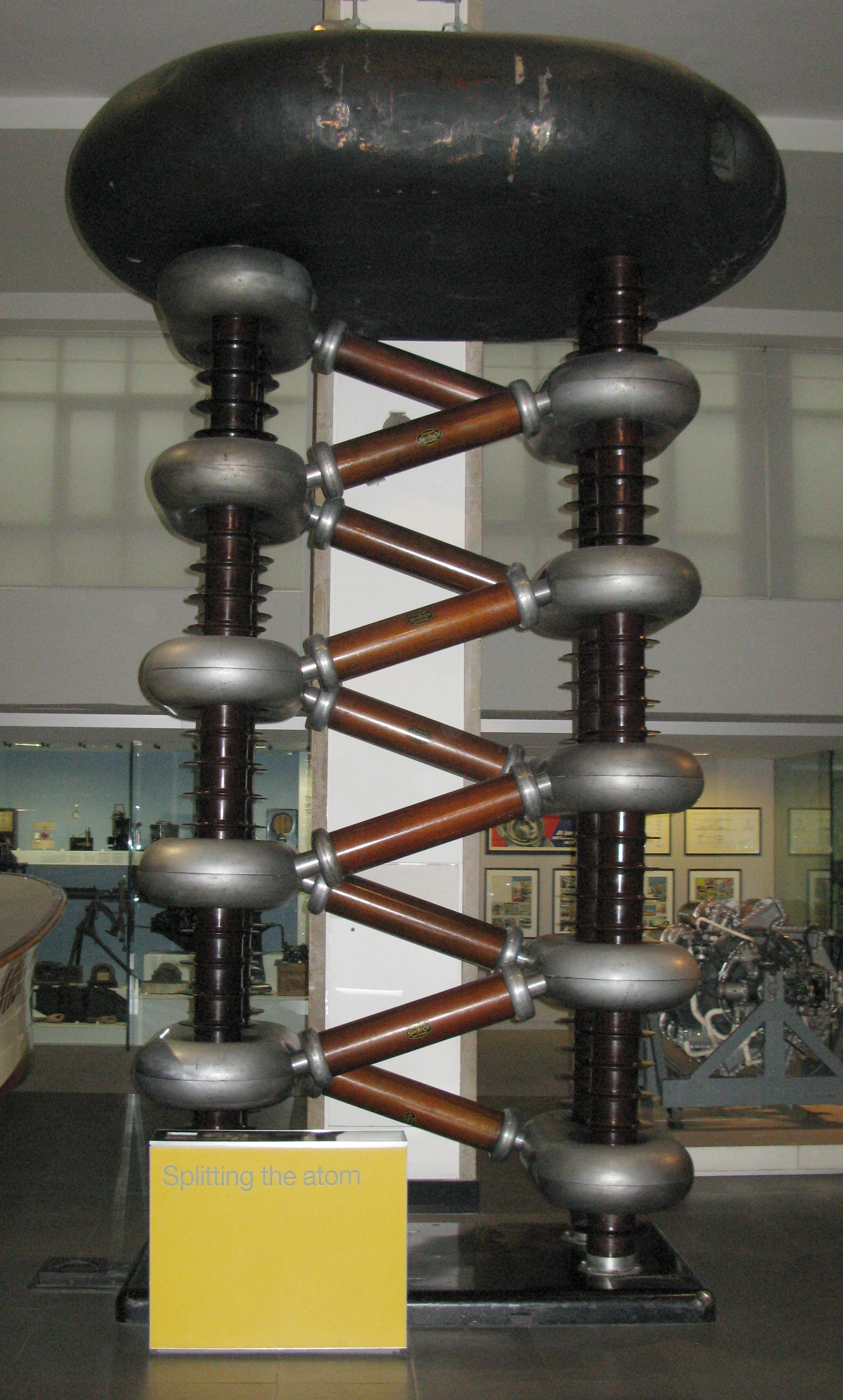
Generatorul Cockcroft–Walton, care în 1937 a obținut un milion de volți și cu care s-a realizat prima dezintegrare nucleară artificială din istorie

### Televiziunea

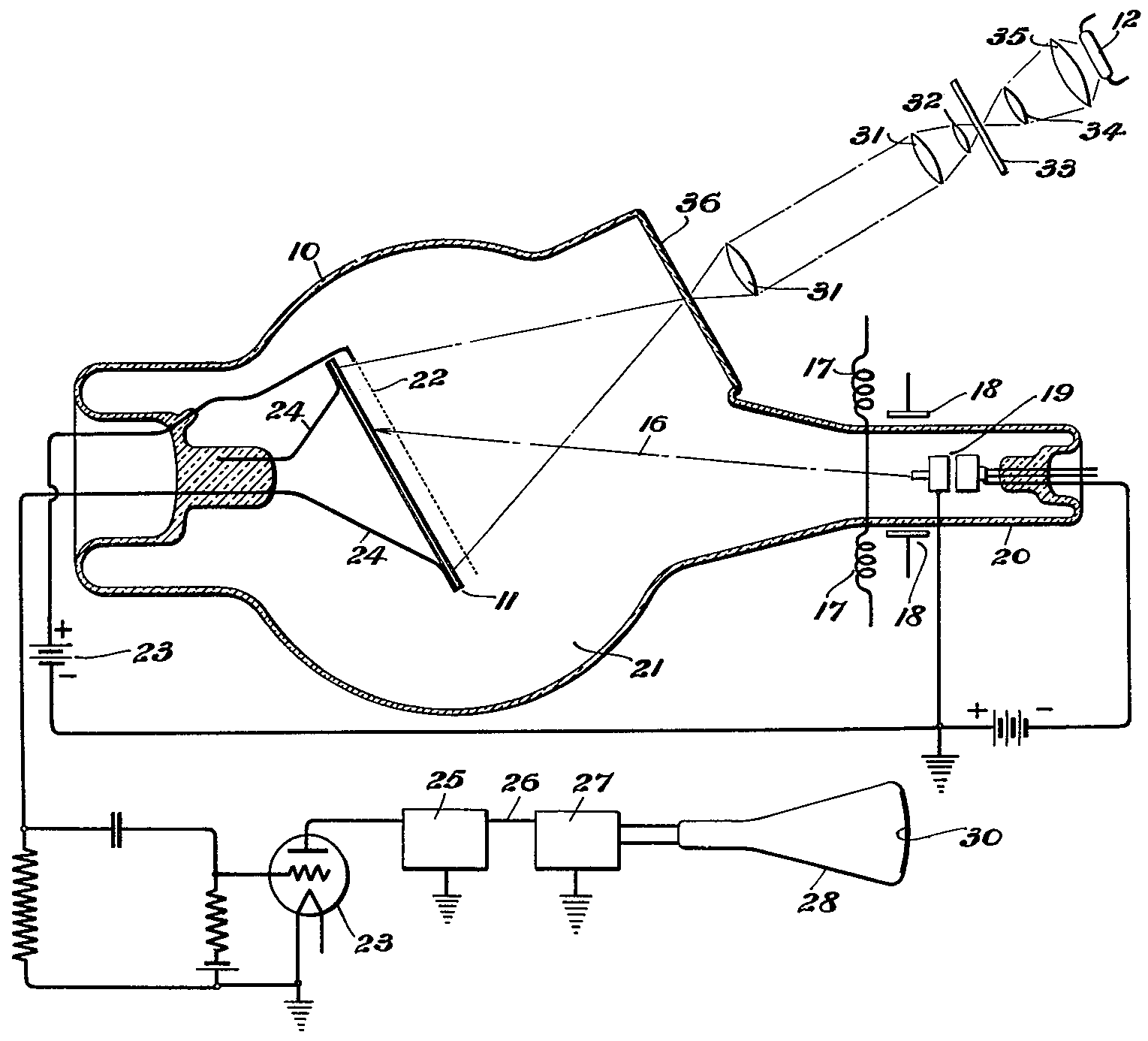
Iconoscopul realizat de Vladimir Zvorîkin

### Telecomunicațiile și internetul

Satelitul artificial ACRIMSAT